# Liste du patrimoine immobilier classé de Philippeville
Cette page regroupe l'ensemble du patrimoine immobilier classé de la ville belge de Philippeville.
| Objet | Année de construction / Architecte | Adresse                                            | Section communale | Coordonnées                      | Numéro d’inventaire | Illustration |
| --- | ---------------------------------- | -------------------------------------------------- | ----------------- | -------------------------------- | ------------------- | --- |
| L'église Saint-Philippe | 1556                               | rue des Récollets                                  | Philippeville     | 50° 11′ 46″ nord, 4° 32′ 43″ est | 93056-CLT-0001-01   | L'église Saint-Philippe |
| L'hôtel de ville | 1877                               | place d'Armes                                      | Philippeville     | 50° 11′ 47″ nord, 4° 32′ 33″ est | 93056-CLT-0002-01   | L'hôtel de ville |
| Ruines du château féodal de Fagnolles |                                    |                                                    | Fagnolle          | 50° 06′ 34″ nord, 4° 33′ 56″ est | 93056-CLT-0003-01   | Ruines du château féodal de Fagnolles |
| Ensemble formé par les ruines du château féodal de Fagnolles, le châtelet et les terrains environnants |                                    |                                                    | Fagnolle          | 50° 06′ 33″ nord, 4° 33′ 53″ est | 93056-CLT-0004-01   | Ensemble formé par les ruines du château féodal de Fagnolles, le châtelet et les terrains environnants |
| Ruines du château féodal de Fagnolles : le châtelet, les murs extérieurs et intérieurs du pourtour des douves, les tourelles d'enceinte et les deux colonnes flanquant l'entrée extérieure du château (M) et ensemble formé par les ruines du château et les terrains environnants (S) |                                    |                                                    | Fagnolle          | 50° 06′ 33″ nord, 4° 33′ 57″ est | 93056-CLT-0005-01   | château féodal de Fagnolles |
| Presbytère, ancienne maison du Bailli |                                    | Rue du Bailli n°18                                 | Fagnolle          | 50° 06′ 20″ nord, 4° 34′ 22″ est | 93056-CLT-0006-01   | Presbytère, ancienne maison du Bailli |
| Château-ferme, place de Roly, n°8 |                                    | Place de Roly n°8                                  | Roly              | 50° 08′ 05″ nord, 4° 32′ 16″ est | 93056-CLT-0008-01   | Château-ferme, place de Roly, n°8 |
| L'église Saint-Denis |                                    |                                                    | Roly              | 50° 08′ 08″ nord, 4° 32′ 23″ est | 93056-CLT-0009-01   | L'église Saint-Denis |
| Chapelle Saint-Médard du XVIIe siècle à Samart |                                    | Samart                                             | Samart            | 50° 10′ 40″ nord, 4° 32′ 04″ est | 93056-CLT-0010-01   | Chapelle Saint-Médard du XVIIe siècle à Samart |
| Château de Samart (façades, toitures et intérieur) et dépendances (façades et toitures). |                                    |                                                    | Samart            | 50° 10′ 41″ nord, 4° 32′ 05″ est | 93056-CLT-0011-01   | Château de Samart (façades, toitures et intérieur) et dépendances (façades et toitures). |
| Château de Samart: dépendances nord et est (façades et toitures) et mur de clôture au nord et à l'est (M) et l'ensemble formé par ces constructions et les terrains environnants (S).                                                                                                  |                                    |                                                    | Samart            | 50° 10′ 42″ nord, 4° 32′ 07″ est | 93056-CLT-0013-01   | Château de Samart: dépendances nord et est (façades et toitures) et mur de clôture au nord et à l'est (M) et l'ensemble formé par ces constructions et les terrains environnants (S).                                                        |
| Pierre dite Aux Sacrifices et ses abords, au lieu-dit Tienne des Fagnes |                                    |                                                    |                   | 50° 06′ 32″ nord, 4° 35′ 13″ est | 93056-CLT-0014-01   | Image manquanteTéléverser |
| Bois de Marmont |                                    |                                                    |                   | 50° 10′ 25″ nord, 4° 40′ 08″ est | 93056-CLT-0015-01   | Image manquanteTéléverser |
| Château-ferme (petite tour de défense percée de meurtrières, à gauche de l'entrée principale), place de Neuville, n°9 |                                    |                                                    |                   | 50° 10′ 27″ nord, 4° 31′ 16″ est | 93056-CLT-0016-01   | Château-ferme (petite tour de défense percée de meurtrières, à gauche de l'entrée principale), place de Neuville, n°9 |
| La Caserne des Fours (façades, toitures et charpentes) (M) et ensemble formé par cette caserne et les cours intérieure et d'exercices (S) |                                    |                                                    |                   | 50° 11′ 43″ nord, 4° 32′ 39″ est | 93056-CLT-0017-01   | Image manquanteTéléverser |
| Les remparts du village de Sautour (M), les immeubles situés dans l'intra-muros (EA), la zone à l'intérieur des remparts (S) et établissement d'une zone de protection (ZP) |                                    |                                                    |                   | 50° 10′ 12″ nord, 4° 33′ 27″ est | 93056-CLT-0018-01   | Image manquanteTéléverser |
| Les ruines de l'enceinte de Sautour et de la porte dite romaine |                                    |                                                    |                   | 50° 10′ 16″ nord, 4° 33′ 33″ est | 93056-CLT-0019-01   | Image manquanteTéléverser |
| Chapelle Notre-Dame des Remparts, ancienne poudrière, boulevard de l'Enseignement (M) et ensemble formé par cette chapelle et ses abords (S) |                                    |                                                    |                   | 50° 11′ 51″ nord, 4° 32′ 53″ est | 93056-CLT-0022-01   | Image manquanteTéléverser |
| Lavoir rue de Fagnolle (M) et ensemble formé par le lavoir et les terrains environnants (S) |                                    | Rue de Fagnolle                                    |                   | 50° 06′ 16″ nord, 4° 34′ 03″ est | 93056-CLT-0024-01   | Lavoir rue de Fagnolle (M) et ensemble formé par le lavoir et les terrains environnants (S) |
| L'église Saint-Martin et les murs du cimetière (M) et ensemble formé par l'église et ses abords (à l'exception du garage situé sur la parcelle n° 173 B) ainsi qu'une partie de la voirie des rues de Fagnolle, de la Foire et du Bailli (S)                                           |                                    |                                                    | Fagnolle          | 50° 06′ 18″ nord, 4° 34′ 13″ est | 93056-CLT-0025-01   | L'église Saint-Martin et les murs du cimetière (M) et ensemble formé par l'église et ses abords (à l'exception du garage situé sur la parcelle n° 173 B) ainsi qu'une partie de la voirie des rues de Fagnolle, de la Foire et du Bailli (S) |
| La statue de la reine Louise-Marie, place d'Armes. |                                    | Place d'Armes                                      |                   | 50° 11′ 46″ nord, 4° 32′ 37″ est | 93056-CLT-0028-01   | Image manquanteTéléverser |
| Ancien hôpital de la caserne (façades et toitures) |                                    | Rue de l'Hôpital n°6                               |                   | 50° 11′ 49″ nord, 4° 32′ 38″ est | 93056-CLT-0029-01   | Image manquanteTéléverser |
| Ferme du Vieux-Sautour (façades et toitures) ainsi que les murs de clôture |                                    |                                                    |                   | 50° 09′ 57″ nord, 4° 34′ 30″ est | 93056-CLT-0030-01   | Image manquanteTéléverser |
| Caserne d'infanterie bordant la cour des Cavaliers (EA) et établissement d'une zone de protection (ZP) |                                    |                                                    |                   | 50° 11′ 43″ nord, 4° 32′ 32″ est | 93056-CLT-0031-01   | Image manquanteTéléverser |
| Pompe |                                    | Rue du Quartier Brûlé                              |                   | 50° 11′ 45″ nord, 4° 32′ 25″ est | 93056-CLT-0032-01   | Image manquanteTéléverser |
| Maisons (façades et toitures) |                                    | Rue de France n°s 17, 19, 21, 23, 25, 27, 29 en 31 |                   | 50° 11′ 46″ nord, 4° 32′ 26″ est | 93056-CLT-0034-01   | Image manquanteTéléverser |
| Totalité de l'église Saint-Jean Baptiste |                                    |                                                    |                   | 50° 10′ 28″ nord, 4° 31′ 17″ est | 93056-CLT-0035-01   | Image manquanteTéléverser |
| Vestiges archéologiques au lieu-dit Les Machenées (M) et ensemble des vestiges et les terrains environnants (S). Etablissement d'une zone de protection (ZP) |                                    |                                                    |                   | 50° 11′ 01″ nord, 4° 31′ 14″ est | 93056-CLT-0036-01   | Image manquanteTéléverser |
| Village de Roly |                                    |                                                    | Roly              | 50° 08′ 10″ nord, 4° 32′ 23″ est | 93056-CLT-0039-01   | Village de Roly |